# 서영은 (소설가)
서영은(徐永恩, 1943년 5월 18일 ~ )은 대한민국의 소설가이다. 본관은 달성(達城)이다.

## 생애
강원도 강릉 출생이며, 강원도 강릉사범학교를 졸업하였으며 건국대학교 영어영문학과를 중퇴하였다. 1968년 《사상계》 신인상 공모에 〈교(橋)〉가 입선하였고, 1969년 《월간문학》에 〈나와 '나'〉가 당선하여 등단하였다. 주요 작품에 〈타인〉,〈금 깃털〉, 〈살과 뼈의 축제〉, 〈먼 그대〉 등이 있다. 자아의 갈등을 상징적이고 우화적인 수법으로 그려내는 리얼리즘 계열의 작가로 알려져 있으며, 현실에서의 삶의 조건에 대한 보다 인간적인 관찰을 거쳐 초월적 입장에서 어떤 절대세계에 의미를 부여하고자 했다.

## 학력
- 강릉국민학교 졸업
- 강릉여자중학교 졸업
- 강릉사범학교 졸업
- 건국대학교 영어영문학과 중퇴

## 가족 관계
- 아버지 : 서장일 (1908년 ~ 1992년)
- 어머니 : 신봉진 (1921년 ~ 1989년)
- 배우자 : 김동리(1913년 11월 24일 ~ 1995년 6월 17일)[1][2]